# استاد تاران
استاد تاران (به فرانسوی: Le Professeur Taranne) نمایشنامه‌ای از آرتور آداموف است.

## محتوا
این نمایشنامه راجع به یک استاد دانشگاه است که نمی‌تواند انتظارات جامعه از خودش را برآورده کند.

## ترجمهٔ فارسی
ابوالحسن نجفی این نمایشنامه را به فارسی ترجمه کرده‌است که به‌همراه همانطور که بوده‌ایم در سال ۱۳۴۹ از سوی کتاب زمان در یک کتاب منتشر شده‌است. این نمایشنامه را رضا دادویی نیز به فارسی برگردانده‌است.